# Koński Grzbiet

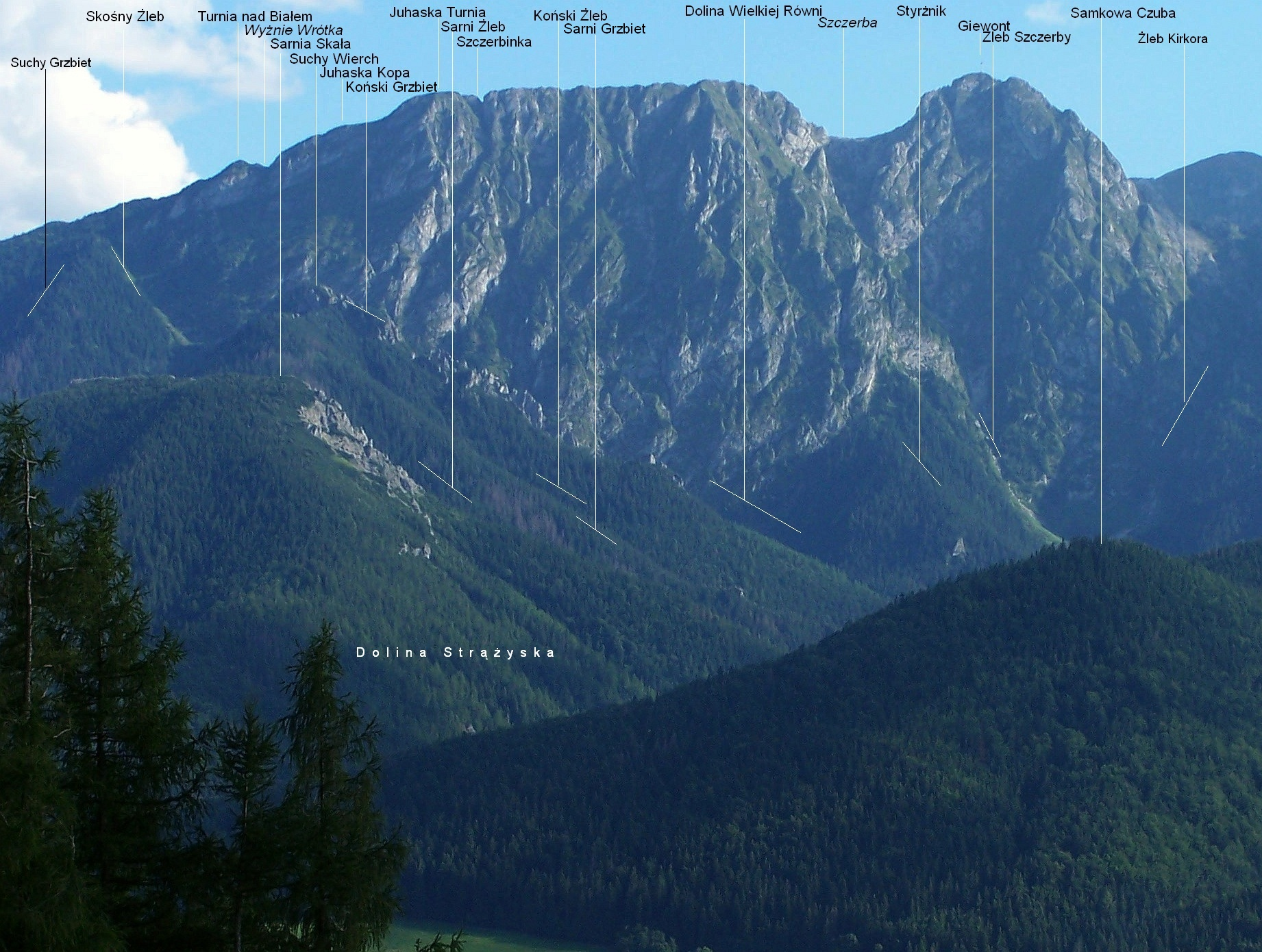
Na prawo z Suchego Wierchu opada Koński Grzbiet

Koński Grzbiet – boczne odgałęzienie grzbietu oddzielającego Dolinę Białego od Doliny Strążyskiej w Tatrach Zachodnich. Jest to lesisto-skalisty grzbiet opadający na zachodnią stronę, do Doliny Strążyskiej z miejsca znajdującego się około 30 m na północ od najwyższej skałki Suchego Wierchu. Jego północne stoki opadają do Jeleniego Żlebu, w górnej części są skaliste i podcięte ściankami o wysokości do kilkudziesięciu metrów. Stoki południowe opadają do Końskiego Żlebu i porasta je las i kosodrzewina.

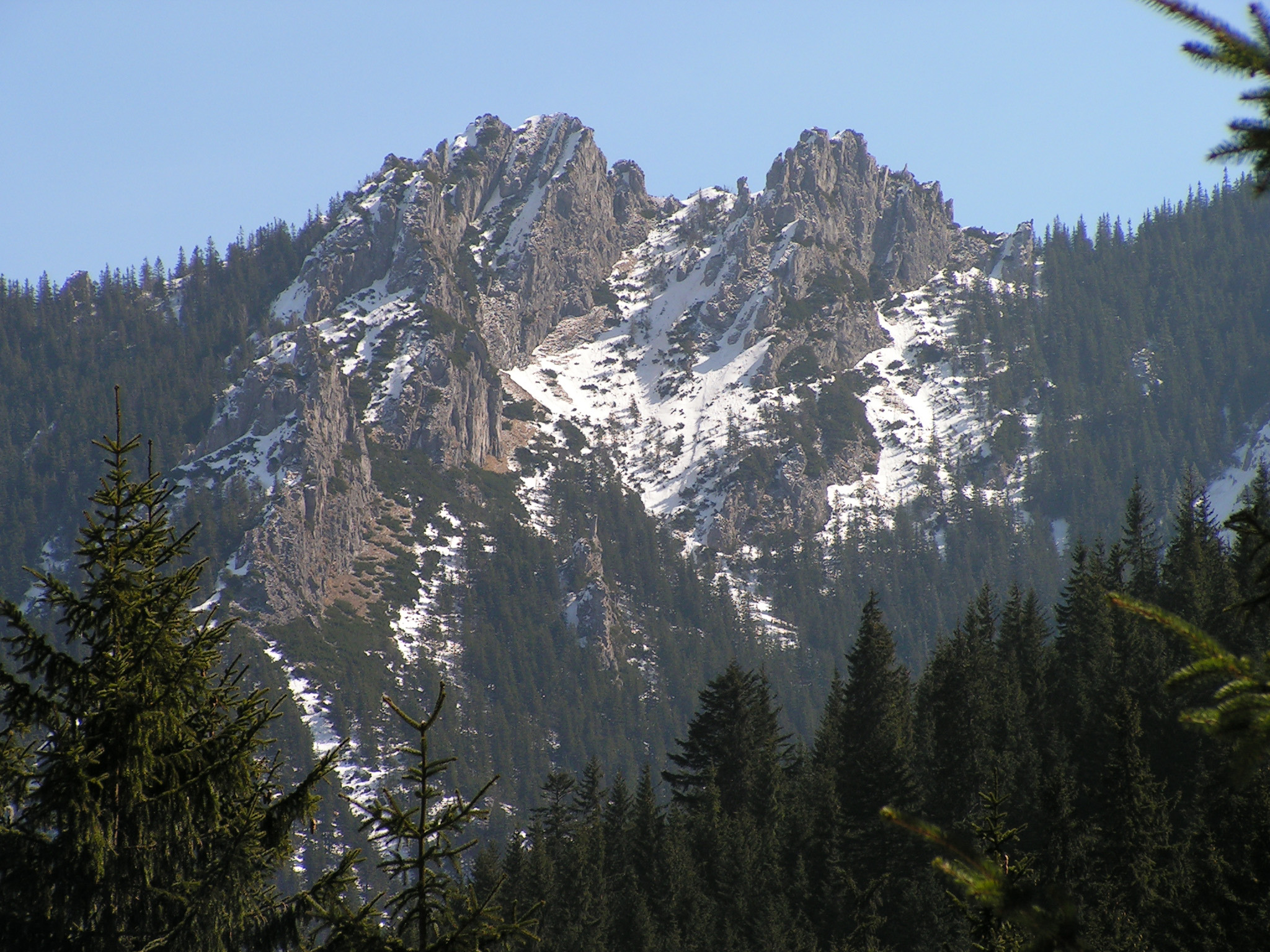
Suchy Wierch, górna część Końskiego Wierchu, Klasztory i górna część Jeleniego Żlebu